# Флоріан Трімпл
Флоріан Трімпл (нім. Florian Trimpl, нар. 9 липня 1979, Німеччина) — відомий німецький стронгмен. Переможець змагання «Найсильніша людина Німеччини» 2009. Окрім цього відомий тим що брав участь у змаганні «Найсильніша людина світу». Займатися силовими вправами почав у віці 24 років у 2004 році. У 2009 році виграв змагання «Найсильніша людина Німеччини». Згодом отримав запрошення взяти участь в авторитетному змаганні «Найсильніша людина світу», однак далі відбіркового етапу пройти не зміг.